# Saint-Julien-de-Coppel
 Saint-Julien-de-Coppel  es una población y comuna francesa, situada en la región de Auvernia, departamento de Puy-de-Dôme, en el distrito de Clermont-Ferrand y cantón de Billom.

## Demografía
| 672 | 647 | 608 | 707 | 867 | 902 |
| Para los censos de 1962 a 1999 la población legal corresponde a la población sin duplicidades (Fuente: INSEE [Consultar]) |     |     |     |     |     |